# 10703 Saint-Jacques
10703 Saint-Jacques eller 1981 QU3 är en asteroid i huvudbältet som upptäcktes den 23 augusti 1981 av den belgiske astronomen Henri Debehogne vid La Silla-observatoriet. Den är uppkallad efter astronauten David Saint-Jacques.
Asteroiden har en diameter på ungefär 4 kilometer.